# Remorques
Remorques és una pel·lícula dramàtica francesa del 1941 dirigida per Jean Grémillon. El guió va ser escrit per Jacques Prévert (guió i diàlegs) i André Cayatte (adaptació), basat en la novel·la de Roger Vercel. La pel·lícula és protagonitzada per Jean Gabin, Madeleine Renaud i Michèle Morgan.

## Producció
Es va rodar als Estudis Billancourt a París i els exteriors al voltant de Finisterre a Bretanya, principalment a Brest i a Guissény, a la platja de Vougot. Els decorats de la pel·lícula van ser dissenyats pel director artístic Alexandre Trauner. Va ser distribuït a França per la filial de París de l'empresa alemanya Tobis Film. Després de la Segona Guerra Mundial va ser estrenada als Estats Units per MGM.

## Argument
A bord del remolcador Cyclone, el capità André Laurent arrisca la seva vida cada dia per salvar la vida dels altres. Està casat amb Yvonne, que vol que deixi aquesta professió i li amaga la seva greu malaltia. El capità Laurent ha d'abandonar amb pressa la festa de noces d'un dels seus mariners per rescatar el carguer Mirva. El rescat, després d'unes quantes aventures, té èxit i els passatgers són rescatats. Al matí, el Cyclone remolca la Mirva. André s'enamora de Catherine, la dona del capità renegat de la Mirva i ella es convertirà en la seva amant. André està a punt de deixar la seva dona, quan està greument malalta, mor als seus braços. Aleshores Catherine es fa a un costat.

## Repartiment
- Jean Gabin com el capità André Laurent
- Madeleine Renaud com Yvonne Laurent
- Michèle Morgan com a Catherine
- Charles Blavette com a Gabriel Tanguy
- Jean Marchat com a Marc, capità de la 'Mirva'
- Nane Germon com a Renée Tanguy
- Jean Dasté com a La ràdio
- René Bergeron com a Georges
- Henri Poupon com el Doctor Maulette
- Anne Laurens com a Marie Poubennec
- Marcel Peres com a Le Meur
- Marcel Duhamel com a Pierre Poubennec
- Henri Pons com a Roger
- Sinoël com a l'armador
- Fernand Ledoux com a Kerlo, el contramestre